# Changanassery
Changanassery (o Changanacheri, Changanacherry) è una suddivisione dell'India, classificata come municipality, di 51.960 abitanti, situata nel distretto di Kottayam, nello stato federato del Kerala. In base al numero di abitanti la città rientra nella classe II (da 50.000 a 99.999 persone).

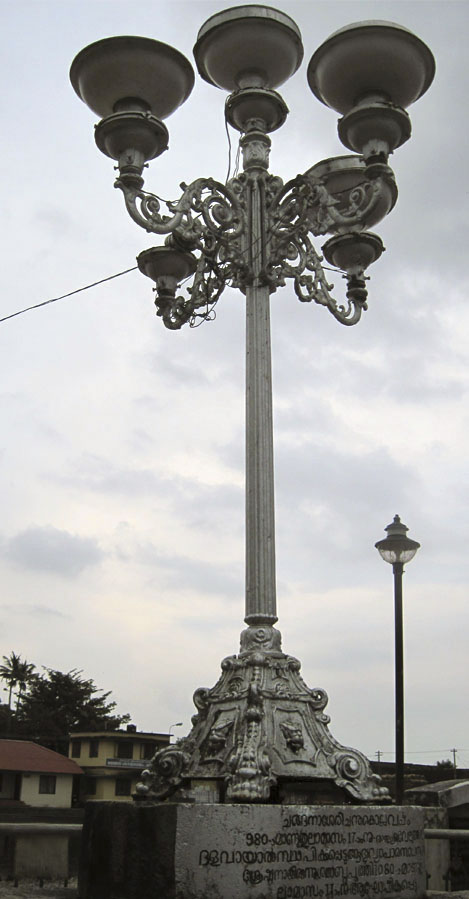
Five Lamps

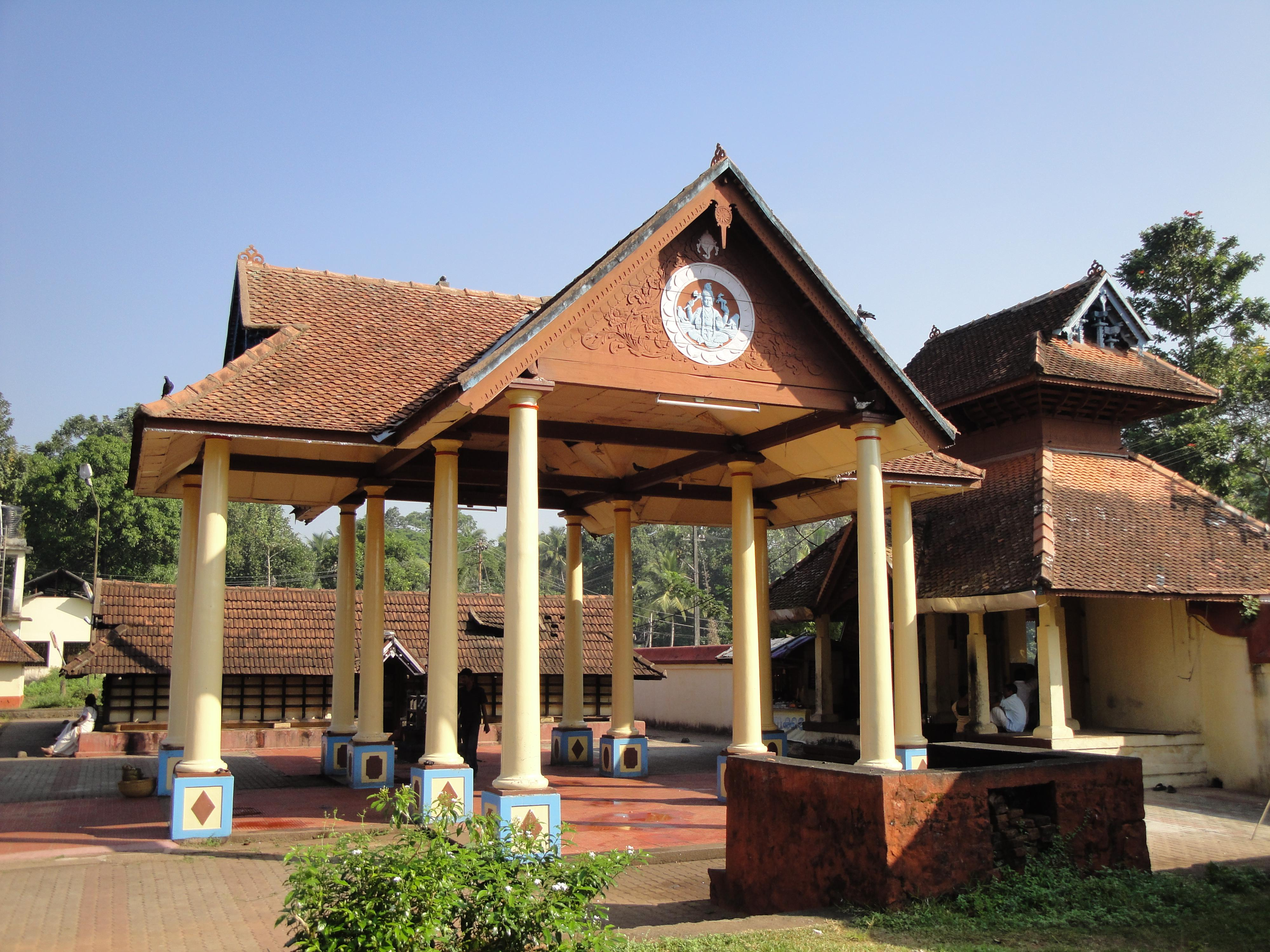
Vazhappally Temple

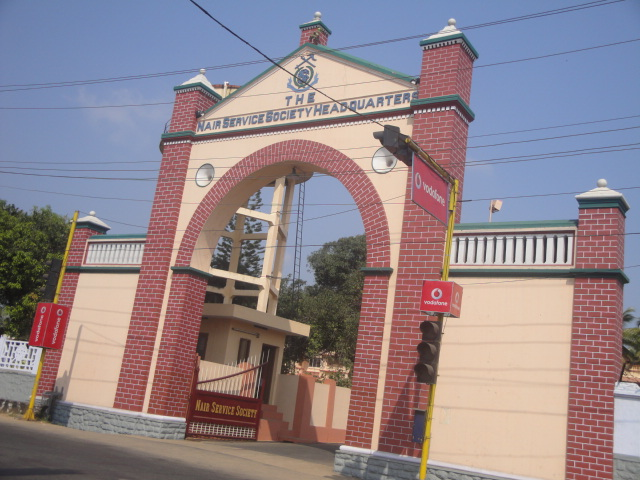
NSS Head Quarters

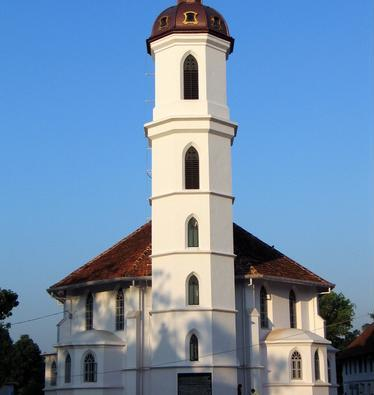
Metropolitan Church

## Geografia fisica
La città è situata a 9° 28' 0 N e 76° 32' 60 E e ha un'altitudine di 13 m s.l.m..

## Società

### Evoluzione demografica
Al censimento del 2001 la popolazione di Changanassery assommava a 51.960 persone, delle quali 25.156 maschi e 26.804 femmine. I bambini di età inferiore o uguale ai sei anni assommavano a 5.654, dei quali 2.921 maschi e 2.733 femmine. Infine, coloro che erano in grado di saper almeno leggere e scrivere erano 44.561, dei quali 21.688 maschi e 22.873 femmine.